# The Lemon Twigs
The Lemon Twigs est un groupe de rock américain originaire de Long Island créé par les frères Brian et Michael D’Addario.

## Biographie

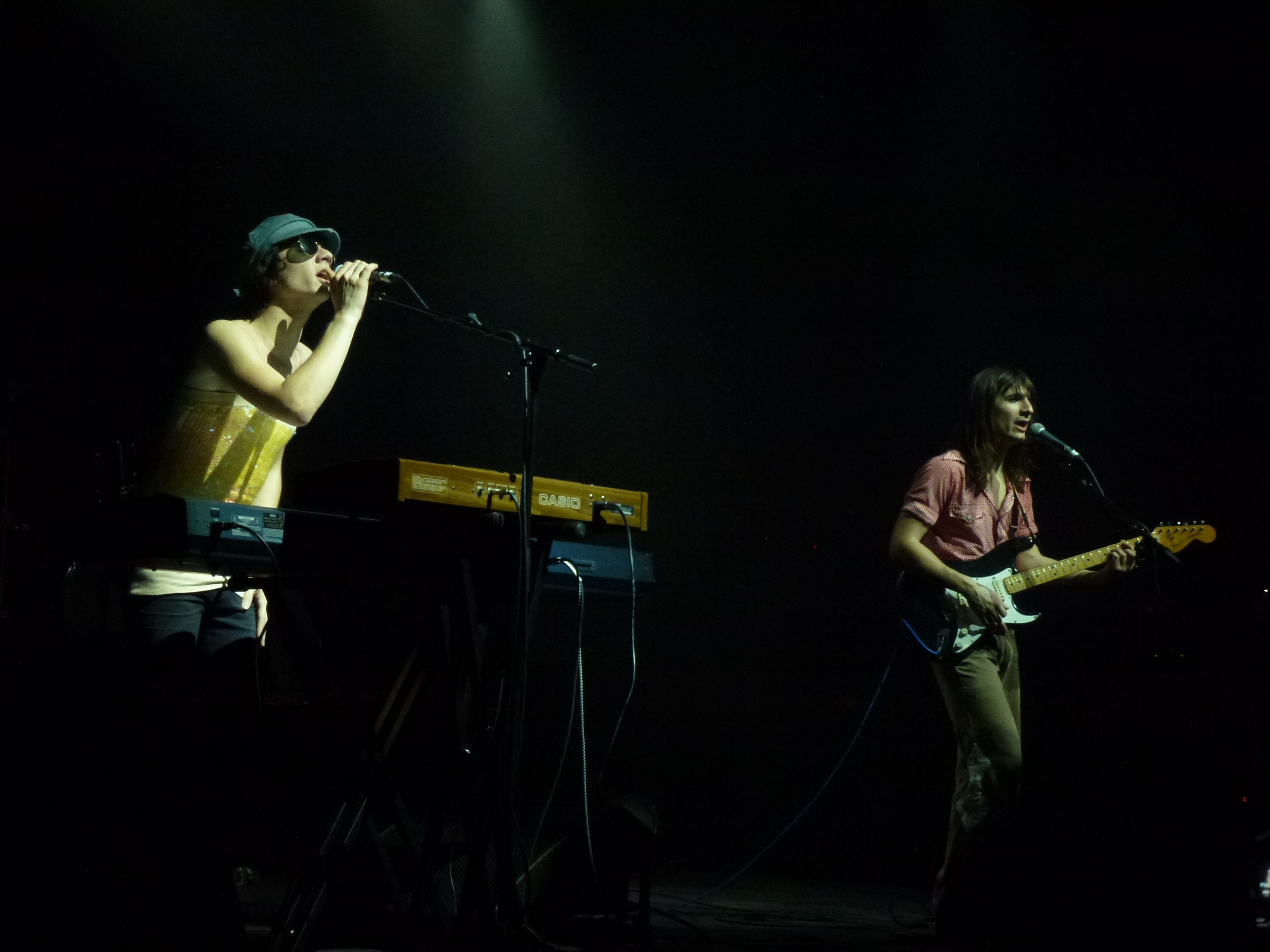
Les Lemon Twigs en concert à Londres en 2017

Le deuxième album, Go to School est un opéra rock qui raconte l'histoire d'un chimpanzé qui va au lycée.

## Membres

### Permanents
- Brian D'Addario – chant, guitare, basse, claviers, batterie, trompette, violon (depuis 2014)
- Michael D'Addario – chant, guitare, basse, claviers, batterie, percussions (depuis 2014)

### Pour la scène
- Danny Ayala – claviers, voix, batterie, guitare, basse (2014–2017, depuis 2023)
- Reza Matin - batterie, voix, guitare (depuis 2023)

## Discographie

### Albums studio
- 2016 : Do Hollywood
- 2018 : Go to School
- 2020 : Songs for the General Public
- 2023 : Everything Harmony
- 2024 : A Dream is All We Know